# Rejowiec-Kolonia
Rejowiec-Kolonia (dawn. Rejowiec-Resztówka) – kolonia w Polsce położona w województwie lubelskim, w powiecie chełmskim, w gminie Rejowiec. Ma status osobnej miejscowości.
W latach 1975–1998 miejscowość administracyjnie należała do województwa chełmskiego. Od 1 stycznia 2006 wchodzi w skład powiatu chełmskiego (przedtem krasnostawskiego).
Według Narodowego Spisu Powszechnego z roku 2011 wieś liczyła 63 mieszkańców i była  22. co do liczby ludności miejscowością gminy.
Wierni Kościoła rzymskokatolickiego należą do parafii św. Jozafata Kuncewicza w Rejowcu.